# Pseudonemesia parva
Espèce
Pseudonemesia parva est une espèce d'araignées mygalomorphes de la famille des Microstigmatidae.

## Distribution
Cette espèce est endémique du Venezuela. Elle se rencontre au District de la capitale et en Aragua.

## Description
La femelle holotype mesure 2,6 mm.
Le mâle décrit par Raven et Platnick en 1981 mesure 2,74 mm.

## Publication originale
- Caporiacco, 1955 : Estudios sobre los aracnidos de Venezuela. 2a parte: Araneae. Acta biologica venezuelica, vol. 1, p. 265-448.